# Итобаал (царь Сидона)
Итобаал (Итто-баал, Этбаал, Ту-ба-лу; «близость Баала» или «Баал с ним»; финик. 𐤀𐤕𐤁𐤏𐤋, Ito-ba‘al) — царь Сидона (около 701—682/680 до н. э.).

## Биография
Итобаал известен только по упоминаниям в «Анналах Синаххериба». Согласно этому источнику, около 701 года до н. э. Итобаал стал правителем Сидона после изгнания ассирийским монархом Синаххерибом предыдущего местного властителя Элулая. Таким образом был положен конец существованию Тиро-Сидонского царства, первые свидетельства о существовании которого относятся к IX веку до н. э. В качестве мести за мятеж Элулая царь Ассирии возложил на сидонян ежегодную дань, которую Итобаал исправно платил. Возможно, власть Итобаала, ставшего царём при содействии ассирийцев, после смерти Элулая была теми распространена и на Тир, но достоверные подтверждения такого предположения в древних источниках отсутствуют.
О правлении Итобаала известно очень мало. В ассирийских анналах упоминается только об участии сидонских моряков в походе Синаххериба на Элам в 694 году до н. э.
Окончание правление Итобаала Сидоном датируется приблизительно 682 или 680 годом до н. э. Об обстоятельствах этого события в источниках сведений не сохранилось. Следующим сидонским правителем был Абдмилькат, в 677 году до н. э. поднявший мятеж против ассирийского царя Асархаддона. Если Итобаал правил также и в Тире, то его преемником здесь был царь Баал I.